# Don Cornelius
Donald Cortez "Don" Cornelius, född 27 september 1936, död 1 februari 2012, var en amerikansk programledare och producent som är mest känd för att ha lett det legendariska musik/artistprogrammet Soul Train, inriktat på svart musik (soul, funk, disco). Don Cornelius var programvärd för Soul Train mellan 1971 och 1993. 